# Ружинські
Ружинські (Рожинські) — старовинний русько-литовський князівський рід, який веде свій родовід від Олександра Наримунтовича, онука засновника Литовської держави князя Гедиміна.

## Короткі відомості
У документах князі Ружинські згадуються вперше у 1545 році у зв'язку з описом замків Волині. Прізвисько своє Ружинські отримали від назви головної князівської садиби Ружина Ковельського повіту.
Крім Волині Ружинські оселилися й у Київщині, здобувши собі там значні маєтності (Новий Ружин, Котельня, Паволоч  та ін.). З цього роду в 16 столітті вийшло кілька козацьких отаманів, старост Черкаських, які ходили походами на татар і яких можна вважати батьками-засновниками Війська Запорізького Низового. З родини Ружинських, як мінімум, п'ятеро свого часу отримало гетьманську булаву.

### Представники
Гілка Ружинських, яка прославилась у козацьких війнах вела своє походження від Івана Михайловича (пом. 1545).
- Іван Михайлович Ружинський (пом. 1545) — князь ружинський і роговицький.

- Остафій Іванович Ружинський (пом. 1587) — намісник польського воєводи у Києві (1575–1581), козацький гетьман (1581—1583). Одружений з Богданою Іванівною Олізар-Волчкович з Паволочі;

- Богдан Остафійович Ружинський (пом. 1576) — «гетьман низових козаків», оспіваний у народних піснях, загинув, здобуваючи татарську фортецю на Дніпрі — Аслам-Кермен (1576), а дружина його потрапила в татарську неволю;
- Кирик Остафійович Ружинський (пом. близько 1591) — отаман на Запоріжжі, наказний гетьман (1588), згодом черкаський підстароста;

- Роман Кирилович Ружинський (1575—18 квітня 1610) — гетьман військ Лжедмитрія II (1608). У 1609–1610 роках брав участь у поході польських військ на Москву;
- Анна Кирилівна — дружина Станіслава Надаржинського, пізніше Древецького;
- Ядвіга Кирилівна — була чотири рази одружена;
- Гелена Кирилівна— дружина Яна Угровецкого та Семена Немсти

- Миколай Остафійович Ружинський (пом. 1592) — низовий гетьман, не мав нащадків і відписав Паволоч та Новий Ружин брату Кирику;
- Марія Остафіївна — дружина Гордія Сурина, з яким мала доньку Гелену

- Григорій Іванович Ружинський (пом. 1577) — сотник надвірної корогви князів Сангушків;

- Адам Григорович Ружинський

- Михайло Іванович Ружинський (пом. 1589) — гетьман козацького реєстрового війська (1585);

- Ян Михайлович Ружинський;
- Іван Михайлович Ружинський;
- Федора Михайлівна — дружина Андрія Чосновського;
- Маруша Михайлівна — дружина Олександра Залеського;

- Дмитро Іванович Ружинський

- Софія Ружинська, 1609 року на чолі загону з 6000 піхотинців та кіннотників приступом взяла замок князів Корецьких у містечку Черемошні або Черемошне.[2]

За К. Несецьким, остання з роду — дружина ротмістра Петра Свірзького.